# Неп-оф-Гауар

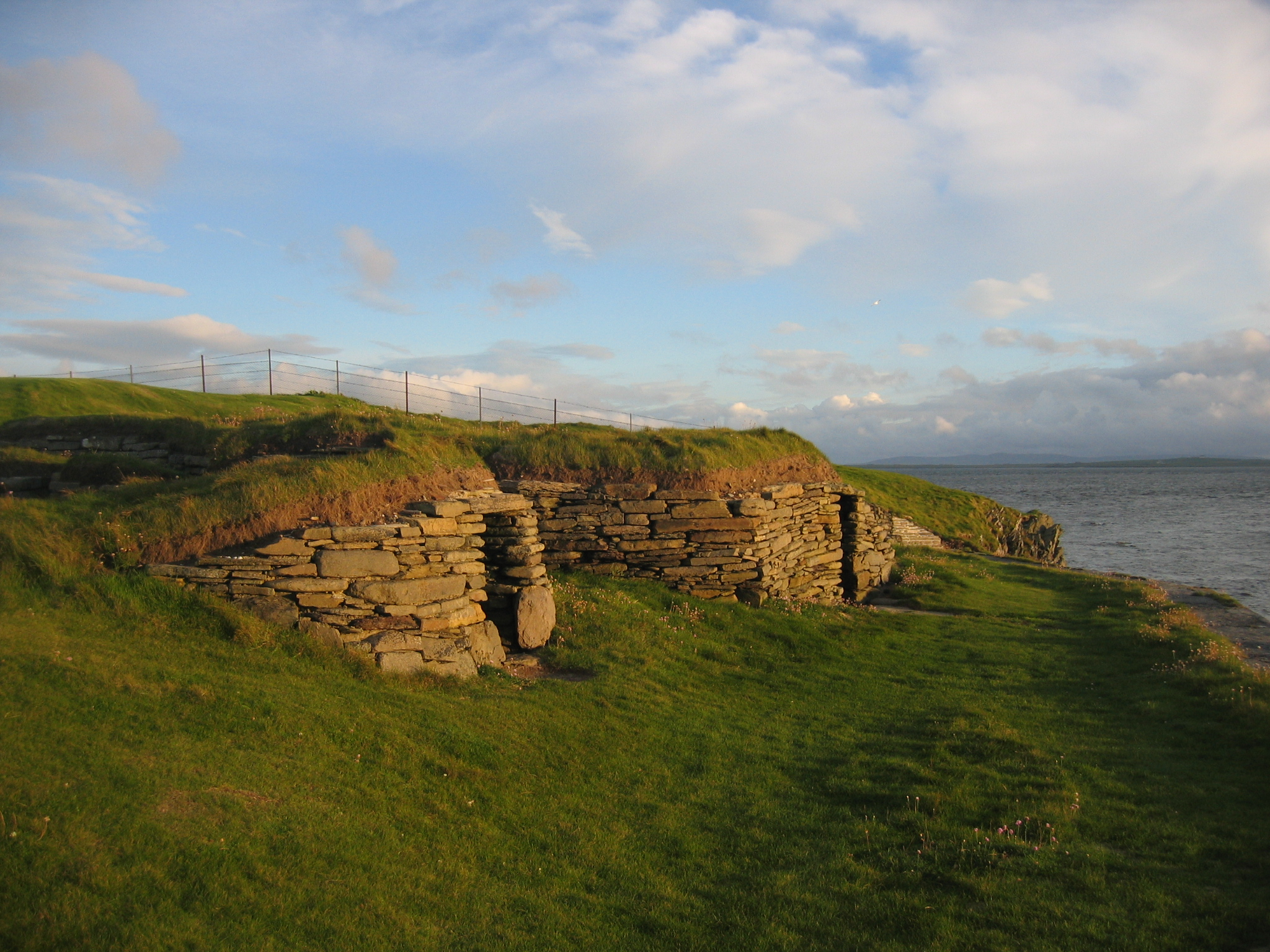
Вигляд поселення з боку входів

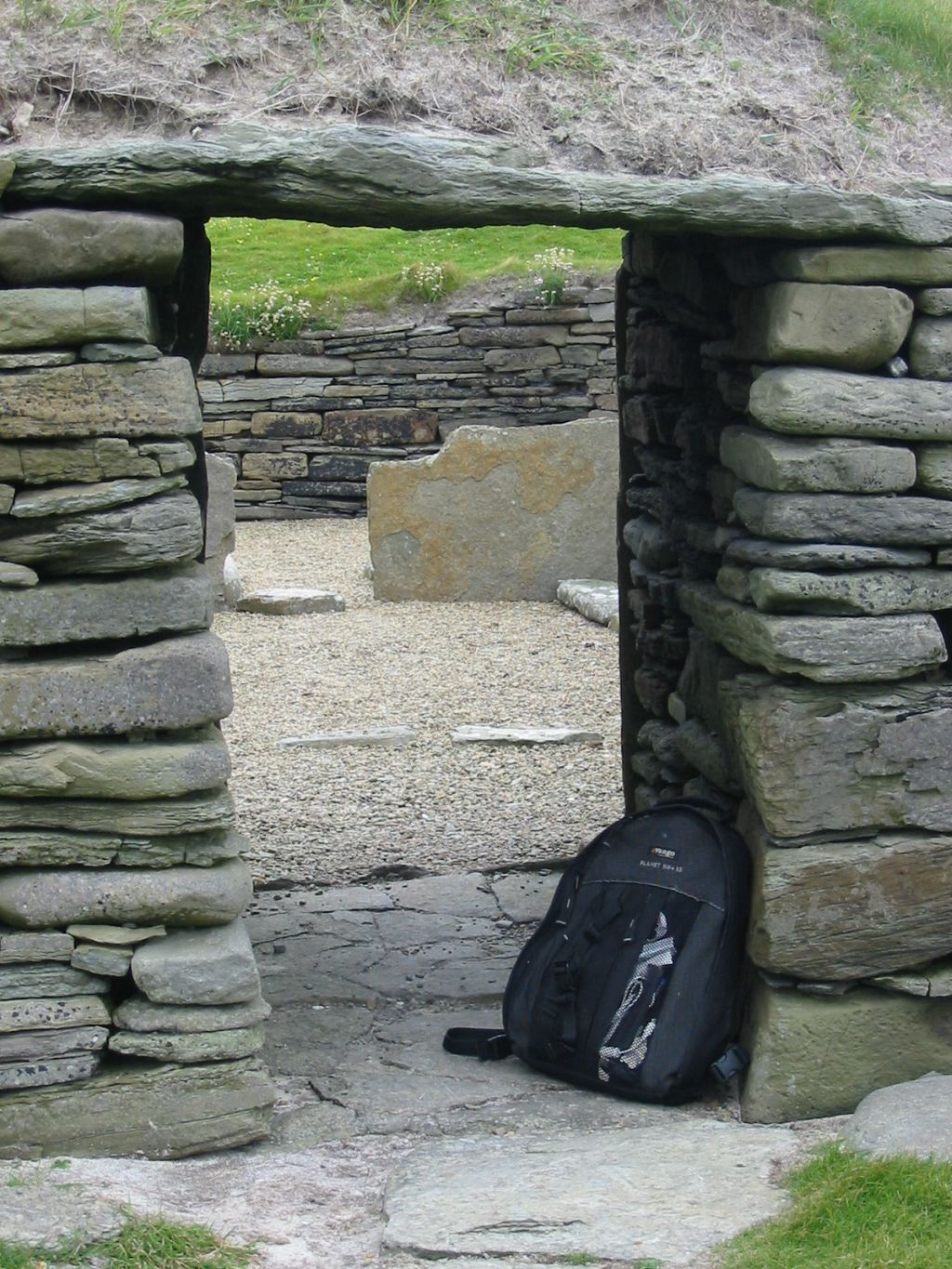
Дверний прохід однієї із споруд

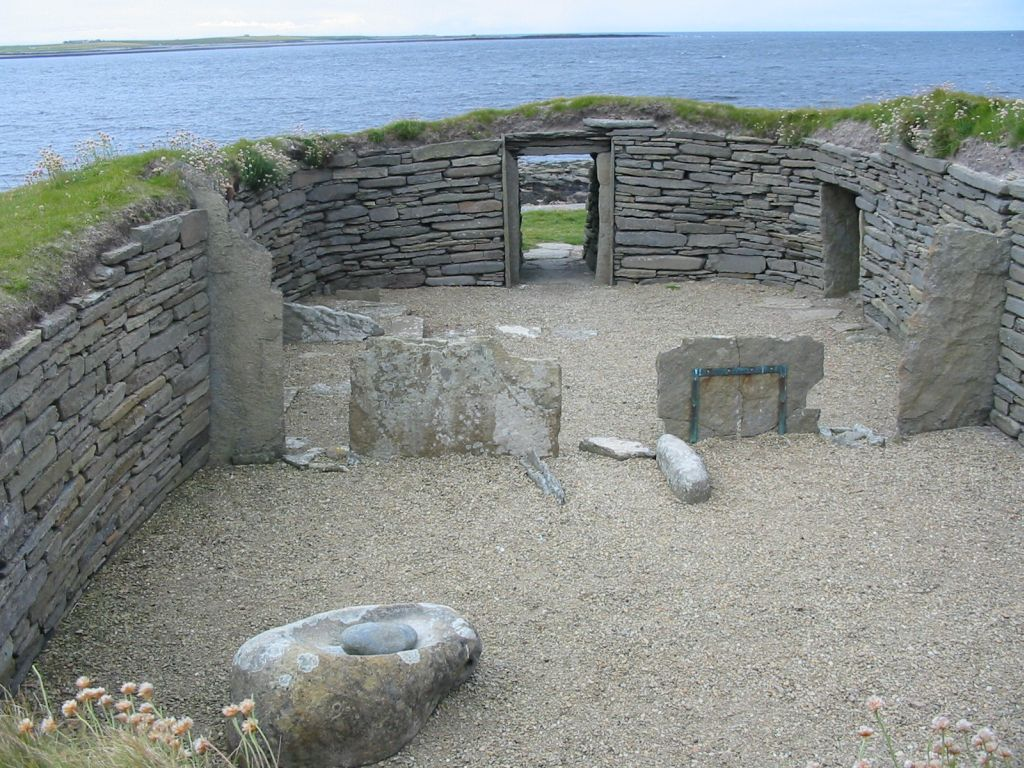
Головна будівля поселення, що зараз опинилася над морем

Неп-оф-Гауар (англ. Knap of Howar) — сільськогосподарське поселення доби неоліту, що виключно добре збереглося, розташоване на острові Папа-Вестрей, одному з Оркнейських островів у Шотландії. Вважається одним із найстародавніших прикладів кам'яних будинків у Північній Європі, що збереглися до наших днів. За даними радіовуглецевого аналізу, поселення було населено в період 3500—3100 років до н. е., тобто дещо раніше, ніж аналогічне поселення Скара-Брей.
Поселення складається з двох прилеглих прямокутних товстостінних будівель із дуже низькими дверними проходами лицем до моря, при цьому більша і старіша будівля сполучена низьким коридором з іншою будівлею, яка могла бути або другим будинком, або майстернею. Будівлі були споруджені на горбі старішого сміття, і оточені сміттєвим матеріалом, який слугував теплоізоляційним шаром. Вікна в будівлях були відсутні; світло імовірно проникало через димовий отвір в даху. Обидві будівлі розташовувалися поблизу узбережжя. Камені на узбережжі під впливом природних умов розколювалися на тонкі пластини, які й слугували будівельним матеріалом.
Стіни досі зберегли свою колишню висоту 1,6 метра. Кам'яні меблі залишилися незайманими і дають яскраве уявлення про життя в будинку. Збереглися печі, розділові перегородки між кімнатами, ліжка і полиці (шафи) для речей, а за отворами для опорних конструкцій можна судити про розташування дахів.
Дослідження залишків сміття показують, що мешканці Неп-оф-Гавара тримали худобу, зокрема велику рогату, овець і свиней, культивували ячмінь і пшеницю, збирали молюсків і займалися риболовлею, використовуючи для цього човни.
Завдяки виявленій анстенівській кераміці, витонченій і прикрашеній, історики пов'язують мешканців Неп-оф-Гавара з розташованими неподалік каїрнами камерного типу (наприклад, з гробницею на острові Холм-оф-Папей), а також з віддаленими пам'ятками, включаючи, наприклад, Ейлін-Доунілл (Eilean Domhnuill).